# شروزبوری، نیوجرسی
شروزبوری (به انگلیسی: Shrewsbury Township) شهری در ایالت نیوجرسی کشور ایالات متحده آمریکا است که جمعیت آن در سرشماری سال ۲۰۱۰ میلادی، ۱٬۱۴۱ نفر بوده‌است.